# Кукашка (гора)
Кукашка (баш. Күкҡашҡа) — лесистая гора высотой 747 метров в Белорецком районе Башкортостана, Россия. Находится в 10 км к юго-востоку от села Зигаза и к югу от села Тукан, является западным отрогом хребта Юрматау.

## География
Неподалёку от горы ранее разрабатывалось железорудное месторождение Кукашка Южная и располагался посёлок Кукашка, упразднённый в 2005 году, ныне на месте его урочище. Склоны горы покрыты сосново-берёзовым лесом. На северных склонах горы берёт начало река Майгашля, а на западе, в понижении между Кукашкой и соседней горой Яшгурт, ближе к последней — река Кукашка.